# كريستل غولتز
كريستل غولتز (بالألمانية: Christel Goltz)‏ هي مغنية ومغنية أوبرا نمساوية وألمانية، ولدت في 8 يوليو 1912 في دورتموند في ألمانيا، وتوفيت في 14 نوفمبر 2008 في بادن في النمسا.

## وصلات خارجية
- كريستل غولتز على موقع IMDb (الإنجليزية)
- كريستل غولتز على موقع مونزينجر (الألمانية)
- كريستل غولتز على موقع ميوزك برينز (الإنجليزية)
- كريستل غولتز على موقع أول ميوزيك (الإنجليزية)
- كريستل غولتز على موقع ديسكوغز (الإنجليزية)